# Codex Sangallensis 243
Der Codex Sangallensis 243, auch bekannt als St. Galler Collectio canonum hibernensis ist eine Alemannische Abschrift der Collectio Hibernensis. Er ist in der ersten Hälfte des 9. Jahrhunderts entstanden und befindet sich in der Stiftsbibliothek St. Gallen.
Der Codex Sangallensis 243 besteht aus 254 Pergamentseiten im Format 28,5 × 21 cm. Eine Seite besteht aus 24 Schriftzeilen mit Rubriken in rot und Initialen in bunten Farben. Die Abschrift wurde vom Schreiber Eadberti angefertigt.
Die Handschrift besteht aus den kirchenrechtlichen Texte Irlands, die gemeinsam mit afrikanischen, gallischen und griechischen Synodal- und Konzilsbeschlüssen sowie mit päpstlichen Dekreten um 700 die in dieser Sammlung zusammen gefasst wurden.